# Lijst van voetbalinterlands India - Jamaica
Deze lijst van voetbalinterlands is een overzicht van alle officiële voetbalwedstrijden tussen de nationale teams van India en Jamaica. De landen speelden tot op heden twee keer tegen elkaar, te beginnen met een vriendschappelijke wedstrijd, gespeeld op 29 augustus 2002 in Watford (Verenigd Koninkrijk). Het laatste duel, eveneens een vriendschappelijke wedstrijd, vond plaats op 1 september 2002 in Wolverhampton (Verenigd Koninkrijk).

## Wedstrijden
| № | Plaats        | Datum            | Competitie        | Wedstrijd       | Uitslag |
| - | ------------- | ---------------- | ----------------- | --------------- | ------- |
| 1 | Watford       | 29 augustus 2002 | Vriendschappelijk | India – Jamaica | 0 – 3   |
| 2 | Wolverhampton | 1 september 2002 | Vriendschappelijk | India – Jamaica | 0 – 0   |

## Samenvatting
| Competitie        | Totaal gespeeld | Winst India | Gelijk | Winst Jamaica | Doelsaldo India – Jamaica |
| ----------------- | --------------- | ----------- | ------ | ------------- | ------------------------- |
| Vriendschappelijk | 2               | 0           | 1      | 1             | 0 − 3                     |
| Totaal            | 2               | 0           | 1      | 1             | 0 − 3                     |

## Details

### Eerste ontmoeting
| Vriendschappelijk (Watford, Verenigd Koninkrijk, 29 augustus 2002): |              | |
| India | 0 – 3        | Jamaica |
| | goals        | 34' Jermaine Anderson 72' (pen.) Aaron Lawrence 86' Ian Goodison |
| Stephen Constantine | bondscoach   | Carl Brown |
| Sangram Mukherjee Satish Kumar Bharti 77' Mahesh Gawli 78' Samir Naik Deepak Mandal Shanmugam Venkatesh 66' Manitombi Singh Tomba Singh Renedy Singh 58' Baichung Bhutia Abhishek Yadav 61' | opstellingen | Aaron Lawrence 46' Jermaine Anderson Ian Goodison Kirk Hendricks 58' Irvino English Marco McDonald 77' Fabian Dawkins Fabian Taylor 46' Jonathan Williams 46' Kevin Wilson Claude Davis |
| Krishnan Nair Ajayan 58' Praveen Kumar 61' Jo Paul Ancheri 66' Bijen Singh 77' Arun Malhotra 78'                                                                                            | wissels      | 46' Kevin Lisbie 46' Damien Williams 46' Roland Dean 58' Christopher Jackson 77' Dane Richards                                                                                          |

### Tweede ontmoeting
| Vriendschappelijk (Wolverhampton, Verenigd Koninkrijk, 1 september 2002): |              | |
| India | 0 – 0        | Jamaica |
| | goals        | |
| Stephen Constantine | bondscoach   | Carl Brown |
| Rajat Ghosh Dastidar Debjit Ghosh Deepak Mondal 46' Mahesh Gawli Samir Naik 79' Jo Paul Ancheri Shanmugam Venkatesh Renedy Singh Tomba Singh 62' Baichung Bhutia Abhishek Yadav 74' | opstellingen | Donovan Ricketts Claude Davis Marco McDonald Ian Goodison 83' Fabian Dawkins Christopher Jackson 72' Kirk Hendricks Omar Daley Fabian Taylor 60' Kevin Wilson 32' Jermaine Anderson |
| Manitombi Singh 46' Bijen Singh 62' Praveen Kumar 74' Satish Kumar Bharti 79' | wissels      | 32' Roen Nelson 60' Roland Dean 72' Jonathan Williams 83' Damien Williams |

AIFF · A-Internationals · Bondscoaches · Statistieken · Olympisch elftal · Indiaas vrouwenelftal · India U21 · India U20 · India U19 · India U18 · India U17
1930 – 1949 · 
1950 – 1959 · 
1960 – 1969 · 
1970 – 1979 · 
1980 – 1989 · 
1990 – 1999 · 
2000 – 2009 · 
2010 – 2019 ·
2020 − 2029
Afghanistan ·
Argentinië ·
Australië ·
Azerbeidzjan · 
Bahrein ·
Bangladesh ·
Bhutan ·
Brunei ·
Cambodja ·
China ·
Curaçao ·
Fiji ·
Filipijnen ·
Finland ·
Ghana ·
Guam ·
Guyana ·
Hongarije ·
Hongkong ·
IJsland ·
Indonesië ·
Irak ·
Iran ·
Israël ·
Jamaica ·
Japan ·
Jemen ·
Jordanië ·
Kameroen ·
Kenia ·
Kirgizië ·
Koeweit ·
Laos ·
Libanon ·
Macau ·
Malediven ·
Maleisië ·
Marokko ·
Mauritius ·
Mongolië ·
Myanmar ·
Namibië ·
Nepal ·
Nieuw-Zeeland ·
Noord-Korea ·
Oezbekistan ·
Oman ·
Pakistan ·
Palestina ·
Peru ·
Polen ·
Puerto Rico ·
Qatar ·
Saint Kitts en Nevis ·
Saoedi-Arabië ·
Singapore ·
Sovjet-Unie ·
Sri Lanka ·
Suriname ·
Syrië ·
Tadzjikistan ·
Taiwan ·
Thailand ·
Trinidad en Tobago ·
Turkmenistan ·
Uruguay ·
Vanuatu ·
Verenigde Arabische Emiraten ·
Vietnam ·
Wit-Rusland ·
Zambia ·
Zuid-Korea ·
Zuid-Vietnam
JFF · A-internationals · Bondscoaches · Selecties · Statistieken · Jamaicaans vrouwenelftal · Olympisch elftal · Jamaica U21 · Jamaica U19 · Jamaica U17
1920 – 1959 · 
1960 – 1969 · 
1970 – 1979 · 
1980 – 1989 · 
1990 – 1999 · 
2000 – 2009 · 
2010 – 2019 · 
2020 – 2029
Gold Cup 1991 · 
Gold Cup 1993 · 
Gold Cup 1998 · 
Gold Cup 2000 · 
Gold Cup 2003 · 
Gold Cup 2005 · 
Gold Cup 2009 · 
Gold Cup 2011 · 
Gold Cup 2015
Copa América 2015
WK 1998
1925 · 
1926 · 
1927–1929 · 
1930 · 
1931 · 
1932 · 
1933–1934 · 
1935 · 
1936 · 
1937 · 
1938 · 
1939–1946 · 
1947 · 
1948 · 
1949 · 
1950 · 
1951 · 
1952 · 
1953 · 
1954–1956 · 
1957 · 
1958 · 
1959 · 
1960 · 
1961 · 
1962 · 
1963 · 
1964 · 
1965 · 
1966 · 
1967 · 
1968 · 
1969 · 
1970 · 
1971 · 
1972 · 
1973 · 
1974 · 
1975 · 
1976 · 
1977 · 
1978 · 
1979 · 
1980 · 
1981 · 
1982 · 
1983 · 
1984 · 
1985 · 
1986 · 
1987 · 
1988 · 
1989 · 
1990 · 
1991 · 
1992 · 
1993 · 
1994 · 
1995 · 
1996 · 
1997 · 
1998 · 
1999 · 
2000 · 
2001 · 
2002 · 
2003 · 
2004 · 
2005 · 
2006 · 
2007 · 
2008 · 
2009 · 
2010 · 
2011 · 
2012 · 
2013 · 
2014 · 
2015 · 
2016 ·
2017 ·
2018 ·
2019 ·
2020 ·
2021 ·
2022 ·
2023 ·
2024
Amerikaanse Maagdeneilanden ·
Antigua en Barbuda ·
Argentinië ·
Aruba ·
Australië ·
Bahama's ·
Barbados ·
Bermuda ·
Bolivia ·
Brazilië ·
Britse Maagdeneilanden ·
Bulgarije ·
Canada ·
Chili ·
China ·
Colombia ·
Costa Rica ·
Cuba ·
Curaçao ·
Dominica ·
Dominicaanse Republiek ·
Ecuador ·
Egypte ·
El Salvador ·
Engeland ·
Frankrijk ·
Ghana ·
Grenada ·
Guatemala ·
Guyana ·
Haïti ·
Honduras ·
Ierland ·
India ·
Indonesië ·
Iran ·
Japan ·
Jordanië ·
Kaaimaneilanden ·
Kameroen ·
Kroatië ·
Maleisië ·
Marokko ·
Mexico ·
Nederlandse Antillen ·
Nicaragua ·
Nieuw-Zeeland ·
Nigeria ·
Noord-Macedonië ·
Noorwegen ·
Panama ·
Paraguay ·
Peru ·
Puerto Rico ·
Qatar ·
Saint Kitts en Nevis ·
Saint Lucia ·
Saint Vincent en de Grenadines ·
Saoedi-Arabië ·
Servië ·
Suriname ·
Trinidad en Tobago ·
Uruguay ·
Venezuela ·
Verenigde Staten ·
Vietnam ·
Wales ·
Zambia ·
Zuid-Afrika ·
Zuid-Korea ·
Zweden ·
Zwitserland